# بیچوود (میسیسیپی)
بیچوود (به انگلیسی: Beechwood) مکانی در ایالت میسیسیپی کشور ایالات متحده آمریکا است که جمعیت آن در سرشماری سال ۲۰۱۰ میلادی، ۳٬۴۲۶
نفر بوده‌است.